# Братуја (Горж)
Братуја (рум. Brătuia) насеље је у Румунији у округу Горж у општини Данешти. Oпштина се налази на надморској висини од 299 m.

## Становништво
Према подацима из 2002. године у насељу је живело 289 становника, од којих су сви румунске националности.